# Кралска военна академия – Сандхърст
Кралската военна академия – Сандхърст (на английски: Royal Military Academy Sandhurst, RMAS), често наричана само Сандхърст, е британска военна академия, разположена край село Сандхърст (Sandhurst), графство Бъркшър, Англия.
Обявената цел на академията е да бъде „национален център за върхови постижения по лидерство“. Всички офицери от Британската армия се обучават в академията, както и много офицери от чужбина.

## Известни личности
Възпитаници
- Абдула II (р. 1962), крал на Йордания
- Джеймс Едуард Александър (1803 – 1885), генерал
- Харолд Александър (1891 – 1969), фелдмаршал
- Алфонсо XII (1857 – 1885), крал на Испания
- Анри Люксембургски (р. 1955), велик херцог на Люксембург
- Антъни Бийвър (р. 1946), историк
- Джеймс Блънт (р. 1974), музикант
- Хасанал Болкиах (р. 1946), султан на Бруней
- Хенри Годуин-Остин (1834 – 1923), геолог
- Джордж Грей (1812 – 1898), политик
- Едуард Дансени (1878 – 1957), писател
- Диксън Денам (1786 – 1828), изследовател
- Джордж Тупоу V (1948 – 2012), крал на Тонга
- Френсис Йънгхъзбанд (1863 – 1942), офицер
- Джон Киган (1934 – 2012), историк
- Бърнард Монтгомъри (1887 – 1976), фелдмаршал
- Мохамед ибн Заид ал-Нахаян (1948 – 2022), емир на Абу Даби
- Халифа ибн Зайед ал-Нахаян (1948 – 2022), емир на Абу Даби
- Дейвид Нивън (1910 – 1983), актьор
- Ричард О'Конър (1889 – 1981), генерал
- Клод Окинлек (1884 – 1981), фелдмаршал
- Тревър Рейвънскрофт (1921 – 1989), писател
- Кабус ибн Саид (1940 – 2020), султан на Оман
- Пърси Сайкс (1867 – 1945), генерал
- Абдула бин Халифа ал-Тани (р. 1958), катарски принц
- Тамим бин Хамад ал-Тани (р. 1980), емир на Катар
- Арчибалд Уейвъл (1883 – 1950), фелдмаршал
- Уилям Уелски (р. 1982), принц
- Доди ал-Файед (1955 – 1997), бизнесмен
- Иън Флеминг (1908 – 1964), писател
- Хенри Съсекски (р. 1984), принц
- Хусейн I (1935 – 1999), крал на Йордания
- Уинстън Чърчил (1874 – 1965), политик